# Feller-Prozess
Feller-Prozesse sind in der Theorie stochastischer Prozesse homogene Markow-Prozesse in stetiger Zeit mit allgemeinen Zustandsräumen, deren Übergangswahrscheinlichkeiten bestimmte Stetigkeitsforderungen, die sogenannte Feller-Stetigkeit, erfüllen und für die ein Zugang über die funktionalanalytische Hille-Yosida-Halbgruppen-Theorie möglich ist.

## Grundlagen
Grundgedanke der Theorie ist, die Chapman-Kolmogorow-Gleichungen der Übergangswahrscheinlichkeiten {\displaystyle P_{s}(\cdot ,\cdot )},
{\displaystyle P_{s+t}(x,A)=\int P_{t}(y,A)P_{s}(x,dy),\quad s,t\geq 0,A{\text{ messbar}}},
für die durch punktweise auf {\displaystyle C_{0}} durch
{\displaystyle Tf(x):=\int f(y)\,dP(x,dy),\quad f\in C_{0}}
definierten Operatoren als Halbgruppeneigenschaft zu schreiben:
{\displaystyle \forall s,t\geq 0\colon T_{t+s}=T_{t}\circ T_{s},\quad T_{0}=\mathbf {I} .}
Hierbei bezeichnet {\displaystyle C_{0}} den Raum der im Unendlichen verschwindenden stetigen Funktionen und {\displaystyle \mathbf {I} } die identische Abbildung.
Die Halbgruppeneigenschaft legt die Existenz eines Operators {\displaystyle A} nahe, welcher das Veränderungsverhalten in infinitesimaler Zeit erfasst und über
{\displaystyle T_{t}=\mathrm {e} ^{tA}}
die Rekonstruktion des langfristigen Verhaltens ermöglicht. Die Schwierigkeit besteht darin, dass nur für reine Sprungprozesse der Operator {\displaystyle A} beschränkt ist und damit die verallgemeinerte Exponentialfunktion definiert ist.
Damit die Rekonstruktion des langfristigen Verhaltens gelingt, muss die Feller-Eigenschaft
{\displaystyle T_{t}C_{0}\subset C_{0},}
{\displaystyle T_{t}f(x)\to f(x),\quad t\to 0}
vorausgesetzt werden, woraus dann folgt, dass {\displaystyle T} eine positive kontraktive stark stetige Halbgruppe ist und der Satz von Hille und Yosida angewendet werden kann. Eine solche Halbgruppe heißt entsprechend Feller-Halbgruppe. Abhängig vom Kontext werden verschiedene Varianten dieser Feller-Stetigkeitseigenschaft betrachtet.
Eine bleibende Schwierigkeit ist, dass der Satz von Hille und Yosida die Halbgruppe mit dem Abschluss von {\displaystyle A} in Beziehung setzt und dieser nicht immer leicht zu bestimmen ist. Bei (Feller-)Diffusionprozessen haben zum Beispiel Restriktionen des Generators die einfachere Gestalt von Differentialoperatoren zweiter Ordnung.

## Geschichte
Der in der Theorie der Feller-Prozesse vorgenommene Zugang zu Markow-Prozessen über Halbgruppen findet sich im Kern implizit in der Pionierarbeit Andrei Nikolajewitsch Kolmogorows Über die analytischen Methoden in der Wahrscheinlichkeitsrechnung von 1931.
William Feller, der sich bereits zuvor mit dem Thema beschäftigt hatte, griff in Arbeiten von 1952 und 1954 Kolmogorows analytischen Zugang, in dem die Dynamik des Prozesses über Differentialgleichungen der Dichtefunktionen der Übergangswahrscheinlichkeiten erfasst wurde, auf und konnte mit Hilfe der auf Hille und Yosida zurückgehenden Halbgruppentheorie eindimensionale Diffusionsprozesse (Fellerprozesse mit stetigen Pfaden) über die infinitesimalen Erzeuger der entsprechenden Halbgruppen vollständig charakterisieren.
E. B. Dynkin initiierte und war treibende Kraft des systematischen Ausbaus der Theorie ab 1954 für allgemeine Zustandsräume und Übergangswahrscheinlichkeiten, welche eine stark stetige Halbgruppe positiver Kontraktionsoperatoren darstellen. Rogers und Williams schlagen daher die Bezeichnung Feller-Dynkin-Prozess für derartige Prozesse vor, wobei die starke Stetigkeit der Halbgruppe unter geeigneten Bedingungen aus der Feller-Stetigkeit der Übergangswahrscheinlichkeiten folgt.
Einen Abriss der Geschichte gibt Kallenberg.

## Wichtige Ergebnisse
Für eine gegebene Feller-Halbgruppe kann ein stochastischer Prozess mit Càdlàg-Pfaden (J. R. Kinney, 1953) konstruiert werden, der eine Form der starken Markow-Eigenschaft erfüllt (E. B. Dynkin, A. A. Juschkewitsch, R. M. Blumenthal), und als Konsequenz gilt die Dynkin-Formel für Stoppzeiten. Feller-Prozesse mit stetigen Pfaden, deren Generator auf den glatten Funktionen mit kompaktem Träger definiert ist, sind (Feller-)Diffusionsprozesse, deren Verhalten durch die lokalen Eigenschaften Drift, Streuung und Verlustrate (killing) in Form eines elliptischen Differentialoperators zweiter Ordnung beschrieben werden kann.